# Simon Gallup
Simon Johnathon Gallup (Duxhurst (Surrey), 1 juni 1960) is de bassist van de popband The Cure.
Gallup begon zijn muzikale carrière in plaatselijke bands als Lockjaw (1976-1979) en The Magazine Spies (1979). In november 1979 verving hij Michael Dempsey als bassist bij The Cure. Na een ruzie met Robert Smith, de voorman van de groep, verliet Gallup The Cure na de Pornography-tour in juni 1982. Hij richtte een eigen groep op, Cry, die later werd herdoopt in Fools Dance, waarin ook Matthieu Hartley even meespeelde.
In 1984 legden Smith en Gallup de ruzie bij en voegde Gallup zich vanaf het album The Head on the Door opnieuw bij The Cure als bassist.
Naast bas speelt Gallup ook keyboard op een aantal albums van The Cure (Pornography, Wish en Disintegration) en schreef hij een aantal nummers, waaronder Lovesong en High.
- Biblioteca Nacional de España: XX936954
- Gemeinsame Normdatei: 134380967
- International Standard Name Identifier: 0000 0000 5760 2337
- MusicBrainz: 48555d10-ded8-4172-a737-33bffc0125d5
- Nationale Bibliotheek van Tsjechië: xx0069403
- Virtual International Authority File: 79599437
- WorldCat: E39PBJbGWC8WJCVfVrCWy3q84q